# Graphocephala bivittata
Graphocephala bivittata är en insektsart som beskrevs av Nielson et Godoy 1995. Graphocephala bivittata ingår i släktet Graphocephala och familjen dvärgstritar. Inga underarter finns listade i Catalogue of Life.